# 荻野晴朗
荻野 晴朗（おぎの せいろう、1971年10月10日 - ）は、日本の男性声優。東京都出身。賢プロダクション所属。東京声優・国際アカデミー講師で、アニメアフレコ実習を担当。

## 略歴
東京アナウンスアカデミー出身、スクールデュオ第4期卒業生。
プラントエンジニアリング会社に就職するも、30歳を目前に一念発起し、東京アナウンスアカデミーに通い始める。スクールデュオを経て賢プロダクションに所属する際、7年勤めた会社を退社。そのことを両親に打ち明けるまでに、3年を要している。
スクールデュオに入所する条件として、野村道子から会社を辞めないことを出されていた。声優業で食べていく厳しさを思っての配慮だったが、「趣味で声優やるのもいいじゃない」と悪戯っぽく笑う顔が最高に素敵だったという。

## 人物
趣味のピアノは独学であり、まだ初級レベル。特技はテニス、数学、物理。

## 出演
太字はメインキャラクター。

### テレビアニメ
2004年
- サムライチャンプルー（役人）
- 鋼の錬金術師（兵B）

2006年
- 金色のコルダ〜primo passo〜（サッカー部監督）
- 恋する天使アンジェリーク シリーズ（2006年 - 2007年、村人） - 2シリーズ
- こてんこてんこ（おじさん、海賊2）

2007年
- 風のスティグマ（石蕗巌）
- ケロロ軍曹（宇宙人）
- げんしけん2（面接官B）
- スカイガールズ（高官）
- ナイトウィザード The ANIMATION（生徒A）
- NANA（ライター）
- BLUE DROP 〜天使達の戯曲〜（運転手）

2008年
- アリソンとリリア（副操縦士）
- 狂乱家族日記（町内会長）
- CLANNAD 〜AFTER STORY〜（相手チーム選手）
- 黒執事（村人）
- 結界師（妖）
- ケメコデラックス!（炊飯器）
- シゴフミ（漁師）
- スケアクロウマン（ミスターベスト）
- スティッチ!（工場長）
- セキレイ（工作員A）
- テイルズ オブ ジ アビス（村人）
- ドルアーガの塔 シリーズ（2008年 - 2009年、レッドナイト、騎士） - 2シリーズ
- 隠の王（教師）
- ネオ アンジェリーク Abyss -Second Age-（衛兵）
- のらみみ2（カレー屋のオヤジ）
- BLASSREITER（警官B、カメラマン、XAT1班隊長、XAT3班隊長、カール 他）
- 北斗の拳 ラオウ外伝 天の覇王（将軍、雷帝兵）
- まかでみ・WAっしょい!（生徒）
- MAJOR 4th season（ファルコンズファン、ショーター、モロー）
- 夜桜四重奏 〜ヨザクラカルテット〜（元老院、町人）
- ライブオン CARDLIVER 翔（突撃ムスタング、疾風ムスタング、Aコートレフェリー、ディーラー、タイガードラゴ、三内英世 他）

2009年
- アスラクライン（白コートA）
- エグザムライ戦国（西森猪之介、落ち武者、商人、若者、荒くれ者 他）
- かなめも（便利屋）
- 銀魂（2009年 - 2010年、男B、主人）
- クイーンズブレイド 玉座を継ぐ者（悪党A）
- 黒神 The Animation（店主、トライバルエンド）
- ゴルゴ13（ドクター）
- シャングリ・ラ（パイロットA）
- スレイヤーズEVOLUTION-R（レッサーデーモンB）
- 空を見上げる少女の瞳に映る世界（教師B）
- 大正野球娘。（松本司郎五郎、朝香中学校長、佐藤）
- とある科学の超電磁砲（アンチスキル隊員）
- 東京マグニチュード8.0（東京DMAT）
- ヒゲぴよ（作家先生、ご隠居）
- Phantom 〜Requiem for the Phantom〜（護衛）
- WHITE ALBUM（理奈のマネージャー〈男〉）
- ミチコとハッチン

2010年
- いちばんうしろの大魔王（内閣官房）
- おおきく振りかぶって 〜夏の大会編〜（三塁審、崎玉監督、主審）
- 俺の妹がこんなに可愛いわけがない（スタジオP）
- GIANT KILLING（カルロス）
- 聖痕のクェイサー（神父B、少佐）
- ちゅーぶら!!（親戚）
- FAIRY TAIL（ザルティ）

2011年
- デジモンクロスウォーズ 〜悪のデスジェネラルと七つの王国〜（ドウモン）
- BLEACH（イケメン）
- べるぜバブ（姫川竜也)
- 魔法少女まどか☆マギカ（町工場の工場長）

2012年
- エリアの騎士（医者）
- 織田信奈の野望（近衛前久、高山ドン・ジュスト）
- さんかれあ（降谷呶恩)

2013年
- ジョジョの奇妙な冒険（吸血鬼C）
- 進撃の巨人（2013年 - 2023年、デニス・アイブリンガー、グリシャの父親 / ジーク祖父 / イェーガー） - 4シリーズ
- 聖闘士星矢Ω（スルト）
- 戦勇。（王様、勇者B、実況アナウンス、初代ルキメデス、王様、門番A） - 2シリーズ
- はじめの一歩 Rising（菊元会長）
- BLAZBLUE ALTER MEMORY（タカマガハラシステムB、審査官）
- ヤマノススメ（2013年 - 2022年、倉上健一、登山家C、スクーターの男、ウエイター〈イメージ〉、登山客B） - 4シリーズ

2014年
- Wake Up,Girls!（店長）
- 月刊少女野崎くん（TV司会者）
- 神撃のバハムート GENESIS（店主）
- 東京ESP（議長）
- 信長協奏曲
- ハイキュー!!（北川第一監督、溝口貞幸）
- パックワールド（ディング・ア・リング兄弟・赤）
- マギ The kingdom of magic（ゲオルガ、ガルダ、デュポン）
- 魔法科高校の劣等生（2014年 - 2024年、廿楽計夫） - 2シリーズ

2015年
- アイカツ!（大空学）
- うしおととら（2015年 - 2016年、虎人A、檜山、守矢克美）
- 俺がお嬢様学校に「庶民サンプル」としてゲッツされた件（麗子の父）
- コンクリート・レボルティオ〜超人幻想〜（恩田博士）
- 新妹魔王の契約者 BURST（ネブラ）

2016年
- 坂本ですが?（老人）
- 少女たちは荒野を目指す（中華屋の店主、管理人さん）
- ドリフェス!（天宮直）
- D.Gray-man HALLOW（枢機卿 / アポクリフォス）
- マクロスΔ（ライト・インメルマン）

2017年
- セントールの悩み（真奈美父）
- 僕のヒーローアカデミア（2017年 - 2021年、義爛） - 2シリーズ

2018年
- おそ松さん（実況）
- 三ツ星カラーズ（お寺の男性）
- ニル・アドミラリの天秤（百舌山識郎）
- 若おかみは小学生!（蔡志豪）
- HUGっと!プリキュア（主人）
- 風が強く吹いている（2018年 - 2019年、八百勝、ゲーム音声、記者C、観客）

2019年
- PSYCHO-PASS サイコパス 3（旭・リック・フェロウズ）

2020年
- ファンタシースターオンライン2 エピソード・オラクル（執行官）
- もっと!まじめにふまじめ かいけつゾロリ（2020年 - 2022年、リゲラパパ、コネール、部長） - 2シリーズ
- まえせつ!（男爵邸店長〈誠実な人〉）

2021年
- SHAMAN KING（リゼルグの父）
- 精霊幻想記（2021年 - 2024年、ギュスターヴ＝ユグノー） - 2シリーズ
- ポケットモンスター（2021年 - 2022年、おじいさん、マスター）
- 最果てのパラディン（副神殿長）

2022年
- 天才王子の赤字国家再生術（ジーヴァ）
- 不滅のあなたへ （アイリスの父）

2023年
- 冰剣の魔術師が世界を統べる（デルク＝アームストロング、パラトロゴ）
- 文豪ストレイドッグス（委員長）
- ゾン100〜ゾンビになるまでにしたい100のこと〜（蔵杉重信）
- でこぼこ魔女の親子事情（ベニー）
- アンダーニンジャ（吉田、たばこ屋店主）

2024年
- シンカリオン チェンジ ザ ワールド（2024年 - 2025年、大成アゲオ）
- 株式会社マジルミエ（灰谷）

2025年
- 没落予定の貴族だけど、暇だったから魔法を極めてみた（ダールトン）
- 謎解きはディナーのあとで（支配人）
- 未ル わたしのみらい（アニキ）
- ヴィジランテ-僕のヒーローアカデミア ILLEGALS-（義爛）
- フェルマーの料理（森副知事）

### 劇場アニメ
- 超劇場版ケロロ軍曹3 ケロロ対ケロロ天空大決戦であります!（2008年、クルー）
- 宇宙ショーへようこそ（2010年）
- ブレイク ブレイド（2010年、衛兵B）
- 劇場版 魔法少女まどか☆マギカ [前編] 始まりの物語（2012年、工場長）
- 神秘の法（2012年、ゴドム長官B）
- ぼくらの7日間戦争（2019年、縦原）

### OVA
- ストレイト・ジャケット（2007年、警官）
- 聖闘士星矢 THE LOST CANVAS 冥王神話（2009年、冥闘士）
- べるぜバブ 〜拾った赤ちゃんは大魔王!?〜（2010年、姫川竜也）
- ヤマノススメ セカンドシーズン（2015年、倉上健一、クマ、ヤマダ監督） - TV未放送話
- ヤマノススメ おもいでプレゼント（2017年、倉上健一）

### Webアニメ
- 最終試験くじら（2007年、藤原龍之介）
- ゆとりちゃん（2010年、係長）
- 薄明の翼（2020年、タクシー運転手[14]）
- 天空侵犯（2021年、田邊幸雄）
- PLUTO（2023年、刑事A）
- T・Pぼん（2024年、ぼんの父） - 2シリーズ[一覧 10]

### ゲーム
2004年
- 幻想水滸伝IV（ウォーロック、総督、ナ・ナル島長）

2008年
- H2Oプラス（琢磨の父）
- クレプシドラ〜光と影の十字架〜（チェンバレン / 牧師）
- 比翼は愛薊の彼方へ〜連理の夢〜（武霊王）
- ルミナスアーク2 ウィル（グリム）

2009年
- アークライズファンタジア（コピン長老）
- 涼宮ハルヒの並列（船長）

2010年
- 斬撃のREGINLEIV（北の狩人D）
- ファイナルファンタジー零式（シャルロ中佐）

2011年
- ファイナルファンタジーXIII-2（サンダー）

2012年
- ほのぼのモグウ日記（劉備）
- ものすごく脳を鍛える5分間の鬼トレーニング（川島教授）

2013年
- ゼルダの伝説 神々のトライフォース2（司祭ユガ / ユガ・ガノン、サハスラーラ、アスファル、ロッソ、親方）
- NORN9 ノルン+ノネット

2014年
- 朧村正 大根義民一揆（田吾作）

2015年
- グランブルーファンタジー（ヘクター）

2016年
- ニル・アドミラリの天秤 帝都幻惑綺譚（百舌山織郎）
- ゼルダ無双 ハイラルオールスターズ（ユガ）

2017年
- ニル・アドミラリの天秤 クロユリ炎陽譚（鵜飼昌造）

2018年
- ゼルダ無双 ハイラルオールスターズ DX（ユガ）

2019年
- SDガンダム GGENERATION CROSSRAYS（マイキャラクターボイス〈男性17〉、一般兵ボイス〈ベテランC〉）

2020年
- ファイナルファンタジーVII リメイク

2022年
- タクティクスオウガ リボーン（ブルタコス）

2023年
- ヤマノススメ Next Summit 〜あの山に、もう一度〜（倉上健一）

2024年
- グランブルーファンタジー リリンク
- ファイナルファンタジーVII リバース
- ゼルダの伝説 知恵のかりもの

### ドラマCD
- 胡鶴捕物帳（用心棒）
- 世界一初恋〰高野×律編〜（角遼一）
- 戦國ストレイズ（騎馬武者）
- ちぇんじ123（仮面レッダー1号）
- ソード・ワールド へっぽこーずドラマCD（狼）
- 鋼の錬金術師 天上の宝冠（傭兵、合成獣）
- 魔法少年マジョーリアン（中野）

### BLCD
- コルセーア VII 〜月を抱く海2〜（覆面男1）
- 白の彼方へ（板野）
- タナトスの双子1917（軍事大臣、労働者、貨物係）
- 吐息はやさしく支配する（岩波）
- 獏-BAKU- 2（医者）
- 花は咲くか 2（部長）
- 白雨（福島）
- 秘密のバイト志願!?（機動隊、中年）

### 吹き替え

#### 担当俳優
ライアン・エッゴールド
- 新ビバリーヒルズ青春白書（ライアン・マシューズ）
- THE BLACKLIST/ブラックリスト（トム・キーン）
- ブラックリスト リデンプション（トム・キーン / クリストファー・ハーグレイヴ）

#### 映画
- アイ・アム・レジェンド（検問兵士）※テレビ朝日版
- 赤い珊瑚礁 オープン・ウォーター（ウォレン〈キーラン・ダーシー＝スミス〉）
- アナコンダ3
- アルティメット2 マッスル・ネバー・ダイ
- ウェイトレス 〜おいしい人生のつくりかた（牧師〈ネイサン・ディーン〉）
- エンダーのゲーム（ソト）
- 奇跡のロングショット（フィッシャー〈マット・クレイヴン〉）
- KRISTY クリスティ（スコット〈ジェームズ・ランソン〉）
- シェーン（フランク・トーリー〈エリシャ・クック・Jr〉）※スター・チャンネル版
- スパイアニマル・Gフォース
- それでも恋するバルセロナ（ダグ〈クリス・メッシーナ〉）
- ターミナル
- チャーリー・モルデカイ 華麗なる名画の秘密（庭師男）
- チャウ・シンチー 新精武門
- テイク・ミー（トム〈マーク・ケリー〉、ジャドキンズ〈トビー・ハス〉）※Netflix配信版
- トップマン（ウルフマン）※テレビ朝日版
- トランスポーター3 アンリミテッド
- ナルニア国物語/第2章: カスピアン王子の角笛
- バイオハザードIII
- バトル・オブ・ザ・セクシーズ（ラリー・キング〈オースティン・ストウェル〉）
- パラサイト・バイティング 食人草
- PANDEMIC 感染惑星（スタイン少佐〈トバイアス・スレザック〉）
- 不思議の国のアリス(1985)（白ウサギ〈レッド・バトンズ〉）※DVD追加録音
- フライングギロチン（海都〈ショーン・ユー〉）
- ブリッジ・オブ・スパイ（ギャンバー）
- ホステル3（ジャスティン〈ジョン・ヘンズリー〉）
- 庭から昇ったロケット雲
- Mr.ブルックス 完璧なる殺人鬼
- M:i:III（キャスター）※フジテレビ版
- 蜜の味 〜テイスト・オブ・マネー〜（ユン・ギョンソン〈ペク・ユンシク〉）
- ラスト・ターゲット（ファビオ〈フィリッポ・ティーミ〉）
- ラッキー・ガイ（陳〈ティン・カイマン〉）
- レジェンド・オブ・メダリオン -時空を越えた秘密の島-（フリーカ〈ジェームズ・ホン〉）
- レボリューショナリー・ロード/燃え尽きるまで
- ワイルドカード（ダニー・デマルコ〈マイロ・ヴィンティミリア〉）
- わらの犬（チャーリー〈アレクサンダー・スカルスガルド〉）

#### ドラマ
- アグリー・ベティ（アーチー・ロドリゲス〈ラルフ・マッチオ〉）
- アフェア 情事の行方
- イルジメ〜一枝梅（仁祖〈キム・チャンワン〉）
- ウェイバリー通りのウィザードたち（サイモン〈ジョン・ロス・ボウイ〉、Mr.フレンチー〈ウィリー・ガーソン〉）
- WITHOUT A TRACE/FBI 失踪者を追え!
- NCIS:LA 〜極秘潜入捜査班（ピート・ブリッグス空軍大尉〈ウォーレン・コール〉）
- エレメンタリー3 ホームズ&ワトソン in NY（クリス・サントス（クリスチャン・カマルゴ））
- オレのことスキでしょ。（イム・テジュン〈イ・ジョンホン〉）
- カイルXY
- カシミアマフィア
- 華麗なる遺産（ピョ執事）
- 救命医ハンク セレブ診療ファイル（アダム）
- THE KILLING/キリング（クレスチャン・カンパ〈オーラフ・ヨハネセン〉）
- クリミナル・マインド FBI行動分析課（ケイル巡査、シーガー）
- クリミナル・マインド3 FBI行動分析課（ベリー刑事〈ブラッド・バイアー〉）
- クリミナル・マインド9 FBI行動分析課（グレッグ）
- クリミナル・マインド 特命捜査班レッドセル（ケビン・フラリン）
- ゴースト 〜天国からのささやき（ハンク・デイル）
- コーヒープリンス1号店
- コールドケース7 ザ・ファイナル（若いドワイト・バーンズ）
- CSI:科学捜査班（ヘンリー・アンドリュース〈ジョン・ウェルナー〉 他）
- CSI:8 科学捜査班（ジェリー・ニベンズ、ジョナ・クイン、ボビー 他）
- CSI:9 科学捜査班（グリフィス下院議員〈デヴィッド・スターズィック〉）
- CSI:マイアミ6（ロン・コズウェル）
- CSI:ニューヨーク（チェルシー大学長、リバートン判事、ブランディ・バーンズ、ハリソン・グリーン博士、ショーン・ノーラン、クリストファー・ヴァックナー〈ギデオン・エメリー〉、ロバート・グレッグス、エイブラハム・キャッツ 他）
- CSI:サイバー2
- ジーク アンド ルーサー
- CHUCK/チャック（ネイサン・ライアソン〈ジェッド・リース〉）
- 新チャーリーズ・エンジェル
- ダメージ（L.J.ワーナー〈グレン・ケスラー〉）
- デクスター 〜警察官は殺人鬼（ルディ・クーパー〈クリスチャン・カマルゴ〉）
- デスパレートな妻たち8（神父、若夫婦）
- ドールハウス Dollhouse
- 4400 未知からの生還者
- HAWAII FIVE-0 シーズン7（ボブ〈ドミニク・フローレンス〉）
- プリズン・ブレイク
- THE BRIDGE/ブリッジ
- ブラインドスポット2 タトゥーの女
- BONES シーズン4（ブルース・キム、ハル・シラジ〈オミッド・アブタヒ〉）
- HOMELAND シーズン4（キランの父〈リアズ・ソルカー〉）
- ホテル ハルシオン（マックス・クライン）
- ボバ・フェット/The Book of Boba Fett（執事長〈デヴィッド・パスクエジ〉）
- 溺れる女たち 〜ミストレス〜（サイモン〈アダム・アスティル〉）
- THE MENTALIST メンタリストの捜査ファイル7（ジョー・ケラー / ラザロ）
- ラブレイン
- リゾーリ&アイルズ ヒロインたちの捜査線（バリー・フロスト〈リー・トンプソン・ヤング〉）
- 私はラブ・リーガル

#### アニメ
- スイチュー! フレンズ（オスカー）
- スター・ウォーズ 反乱者たち（カシウス・コンスタンチン提督）
- バットマン:ブレイブ&ボールド（ジョナ・ヘックス、イクワノクス）
- ヒックとドラゴン
- 冬のソナタアニメ版（キム次長）
- マダガスカルシリーズ
  - マダガスカル2
  - ザ・ペンギンズ from マダガスカル（ロジャー、バート、メイソン、レナード、ジョーイ、 ランディ、クレムゾン、アカリス、マックス、ジョンソン）
  - ペンギンズ FROM マダガスカル ザ・ムービー（コオロギ[20]）
- メーターの東京レース
- ルーニー・テューンズ
  - 新 ルーニー・テューンズ（スワッグスワージー）
  - ルーニー・テューンズ・ショー（チャック・ベロスト）

### 特撮
- 爆上戦隊ブンブンジャー（2024年、カーペットグルマーの声[21]）

### ボイスオーバー
- 現代の驚異シリーズ（ヒストリーチャンネル）
- コロンビア号 最後の16日間（ディスカバリーチャンネル）
- スーパープレゼンテーション（NHK Eテレ）
- 地球ドラマチック（NHK教育）
  - 「インドで制服を作ろう! 〜イギリス14歳のチャレンジ〜」（2007年）
- デュアルドリル（ボイスオーバー）
- Flight 175（ボイスオーバー）
- BBC地球伝説「神話と伝説をめぐる旅」（BS朝日）
- BS世界のドキュメンタリー（NHK BS1）

### ナレーション
- 子ども放送局（ナレーション）

### オーディオブック
- 文庫版 ダ・ヴィンチ・コード 上中下巻（〆野潤子との共作）
- 文庫版 天使と悪魔 上中下巻（〆野潤子との共作）
- 丁寧を武器にする
- まずは、自分をまるっと肯定しよう
- オリジン 上下巻（〆野潤子との共作）

### シリーズ一覧
1. ↑  第1期『心のめざめる時』（2006年）、第2期『かがやきの明日』（2007年）
2. ↑  第1期『〜the Aegis of URUK〜』（2008年）、第2期『〜the Sword of URUK〜』（2009年）
3. ↑  第1期（2013年）、Season 3 Part 2（2019年）、The Final Season Part 1（2020年 - 2021年）、The Final Season 完結編（前編）（2023年）
4. ↑  第1期（2013年）、第2期（2013年）
5. ↑  第1期（2013年）、第2期『セカンドシーズン』（2014年）、第3期『サードシーズン』（2018年）、第4期『Next Summit』（2022年）
6. ↑  第1期（2014年）、第3期（2024年）
7. ↑  第2期（2017年）第5期（2021年）
8. ↑  第1シリーズ（2020年）、第3シリーズ（2022年）
9. ↑  第1期（2021年）、第2期『2』（2024年）
10. ↑  シーズン1（2024年）、シーズン2（2024年）

### 初出話一覧
1. ↑  第36話初出
2. 1 2 3  第1話初出
3. ↑  第7話初出
4. ↑  第8話初出
5. ↑  第2話初出
6. ↑  第12話初出